# László Szapáry
Conde László Szapáry de Szápár, Muraszombat et Szechy-Sziget (22 de novembro de 1831 - 28 de setembro de 1883) foi um general húngaro do Exército imperial austríaco. Entrou em serviço durante as revoluções de 1848, quando lutou na Itália. Mais tarde, também participou na Segunda Guerra de Independência Italiana, particularmente na Batalha de Solferino. Szapáry desempenhou um papel de liderança na ocupação austro-húngara da Bósnia e Herzegovina em 1878.
Ele era o quarto filho do conde Ferenc Szapáry e Rozália Almásy. Se casou com Marianne (nascida Gräfin von Grünne) em 28 de abril de 1862. Juntos, eles tiveram quatro filhos: Károly István László, Ferdinándina, Frigyes e Ilona.